# Lymania spiculata
Lymania spiculata är en gräsväxtart som beskrevs av Elton Martinez Carvalho Leme och Rafaela Campostrini Forzza. Lymania spiculata ingår i släktet Lymania och familjen Bromeliaceae. Inga underarter finns listade i Catalogue of Life.